# Омладинска задруга за кредит и штедњу у Лесковцу
Омладинска задруга за кредит и штедњу у Лесковцу основана је 1925. године као део иницијативе за пружање финансијске подршке омладини, занатлијама и трговцима у локалној заједници. Настала је као одговор на тешке економске услове у том периоду, када су високе каматне стопе и ограничен приступ кредитима отежавали пословање малих предузећа и појединаца.
До 1946. године када је угашена, задруга је развила значајан утицај на локалну економију и финансијску стабилност, постајући пример успешног задругарства у Србији.

## Оснивање и циљеви
Група младих трговаца и занатлија састала се у кафани "Таково" са припремљеним пројектом правила. Одзив конференцији био је велики. Установљена су правила која је потврдила сазивачка скупштина, а касније и Окружни суд у Лесковцу. Сваки задругар се обавезивао да месечно уплаћује у корист свог рачуна најмање 100 динара и да купи удео у вредности од макар 600 динара. Држава је ослободила задругаре пореза и других дажбина.
Циљеви Задруге били су:
- промоција штедње – подстицањем младих и локалног становништва на одговорно управљање финансијама.
- пружање повољних кредита – за трговину, занатство, образовање и друге привредне активности.
- развој локалне економије – кроз подршку малим предузећима и стварање услова за запошљавање.

Задруга је била организована на демократским принципима, где су чланови заједнички доносили кључне одлуке. Управни одбор је биран на основу стручности, а главни фокус задруге био је усмерен на решавање проблема приступа капиталу за локално становништво.

## Функционисање

### Рани период (1925–1935)
Оснивање задруге било је реакција на монопол банака, попут Београдског завода и Народне банке, које су наплаћивале високе камате. Омладинска задруга омогућила је повољне услове кредитирања, чиме је постала кључни финансијски ослонац за многе локалне трговце и занатлије.
До 1935. године задруга је значајно расла. Са почетних 12.000 динара капитала, повећала је свој фонд на 150.000 динара, што је омогућило ширење њених активности и већи број одобрених кредита. Максимални износ кредита био је ограничен како би се обезбедила једнакост међу члановима.

### Утицај економских криза (1930-е)
Током Велике депресије 1930-их, задруга је успела да одржи финансијску стабилност. Ово је постигнуто захваљујући пажљивом управљању ресурсима и прилагођавању кредитних политика економским условима.
У том периоду, задруга је пружила значајну подршку малим пољопривредницима и занатлијама, што је допринело смањењу економске несигурности у Лесковцу и околини.